# Memorial Stadium (Clemson)
Pour les articles homonymes, voir Memorial Stadium.
Le Memorial Stadium, surnommé « Death Valley », est un stade de football américain de 80 301 places situé sur le campus de l'Université de Clemson en Caroline du Sud. L'équipe de football américain universitaire de Clemson Tigers évolue dans cette enceinte inaugurée le 19 septembre 1942. Ce stade est la propriété de l'Université de Clemson.

## Histoire
Malgré une capacité officielle plafonnée désormais à 80 301 places, le record d'affluence est de 86 092 spectateurs pour un match joué en 1999. Lors de la saison NCAA 2005, la moyenne de spectateurs était de 78 232 spectateurs pour six matchs, soit un total de 469 391 spectateurs.
Le terrain est toujours en pelouse naturelle. Le côté est du stade est également constitué d'une butte de terre gazonnée, tranchant nettement avec trois massives tribunes cernant le terrain. La tribune ouest date de 2004 et, à terme, une tribune similaire devrait remplacer la butte gazonnée d'en face. La capacité d'accueil de la butte gazonnée sera d'ailleurs réduite de 6000 à 4000 places en 2006. Combinée à la fin des travaux de la tribune ouest, cette réduction porte la capacité du stade à 80 301 places à partir de septembre 2006 après avoir été de 81 473 places lors de la saison 2005.
La franchise NFL des Carolina Panthers a disputé sa saison 1995 dans ce stade.